# Kai Helenius (Diplomat)
Kai Helenius (* 29. Juli 1931; † vor dem 21. August 2023) war ein finnischer Diplomat.

## Leben
Helenius absolvierte zunächst ein Ingenieurstudium und war von 1977 bis 1982 als finnischer Botschafter in Saudi-Arabien in Dschidda und in den Vereinigten Arabischen Emiraten in Abu Dhabi tätig. Von 1983 bis 1986 arbeitete er im finnischen Außenministerium. Es folgte von 1987 bis 1990 eine Tätigkeit als Unterstaatssekretär für Entwicklungszusammenarbeit. 1990 wurde er finnischer Botschafter in Deutschland mit Sitz in Bonn. Dieses Amt übte er bis 1996 aus.